# Bielczyce

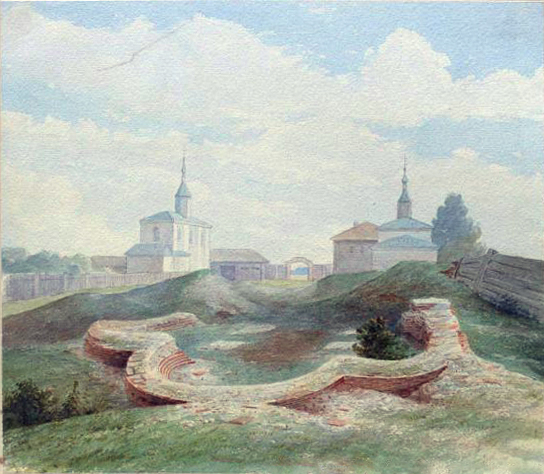
Monaster w Bielczycach w XIX w.

Bielczyce (biał. Бельчыцы) — rezydencja książąt połockich w XII wieku. Znajdowała się na lewym brzegu Zachodniej Dźwiny, u zbiegu z rzeką Bielczanką, 2 km od Górnego Zamku w Połocku (obecnie w granicach Połocka). Wspomniana w Kodeksie Hipackim pod 1159 r. Zgodnie z oświadczeniem M. Stryjkowskiego, Bielczyce zostały umocnione kamiennym murem i wieżami, zburzonymi w XVII wieku przez unickiego arcybiskupa Jozafata Kuncewicza. Częścią rezydencji był monaster Świętych Borysa i Gleba (znajdował się u zbiegu ulicy Jubileuszowej i zaułka Jubileuszowego). 
Obecnie na południe od miejsca dawnej rezydencji, przy granicy Połocka, znajduje się wieś Bielczyca.